# شهرک حسن، لاهور
شهرک حسن (به انگلیسی: Hassan Town) یک منطقهٔ مسکونی در پاکستان است که در پنجاب واقع شده‌است.